# Techniques in Coloproctology
Techniques in Coloproctology, abgekürzt Tech. Coloproctology, ist eine wissenschaftliche Fachzeitschrift, die vom Springer-Verlag im Auftrag der italienischen Gesellschaft für kolorektale Chirurgie veröffentlicht wird. Die Zeitschrift erscheint mit sechs Ausgaben im Jahr. Es werden Arbeiten veröffentlicht, die sich mit der chirurgischen Behandlung von kolorektalen Erkrankungen beschäftigen.
Der Impact Factor lag im Jahr 2014 bei 2,044. Nach der Statistik des ISI Web of Knowledge wird das Journal mit diesem Impact Factor in der Kategorie Chirurgie an 72. Stelle von 198 Zeitschriften und in der Kategorie Gastroenterologie & Hepatologie an 55. Stelle von 76 Zeitschriften geführt.